# Romulus und Remus (Film)
Romulus und Remus (Originaltitel: Romolo e Remo) ist ein mythologischer Abenteuerfilm von Sergio Corbucci aus dem Jahr 1961 nach der gleichnamigen Sage. In Deutschland kam der Film am 18. Januar 1963 in den Kinoverleih. Ein Alternativtitel lautet Duell der Titanen.

## Handlung
Der König von Alba Longa ist ermordet worden; seine Tochter, Hohepriesterin Rhea, setzt die von ihr geborenen Zwillinge in einem Korb aus. Beide werden von einer Wölfin gefunden und gesäugt; ein Hirte findet die Kleinkinder und zieht sie auf. Als sie zu Männern herangewachsen sind, erhalten sie von ihrer königlichen Abkunft Kenntnis, gehen in ihr Heimatland und können den Usurpator Amulio, einen Latiner, der auf dem Thron sitzt, töten. Sie lassen die Stadt in Schutt und Asche legen und ihre Leute auf der Suche nach einer neuen Heimstatt durch die Wildnis wandern, bis sie auf einer Ebene Halt machen, wo die neue Stadt entstehen soll.
Die Brüder streiten sich um Julia, Prinzessin der Sabiner; Remus fordert Romulus – beide sind Söhne des Mars – zum Duell, das die Götter mittels eines Blitzes entscheiden, der Remus niederwirft. Romulus leitet nun die Bauarbeiten an der neuen, nach ihm benannten Stadt.

## Kritik
Die Zeitschrift Variety ging hart ins Gericht mit dem Film, der nach ihrer Auffassung von „dramatischer Primitivität, technisch schlampig und gähnend langweilig sei“. Sie befand ihn als „ganz schön lahm für eine Vierteltonne Talent“.
Auch das Lexikon des internationalen Films ist wenig begeistert: „Seriell gefertigtes "Muskel-und-Sandalen"-Kino voller naiver Schauwerte“. Der Nuovo Spettatore Cinematografico bemerkte die „vielen Varianten, um die die fruchtbare Phantasie der Autoren die Geschichte ergänzt“.

## Bemerkungen
Eine ungekürzte Fassung erschien 2006 von Koch Media auf DVD.